# Индекс рентабельности
Индекс рентабельности инвестиций (показатель рентабельности, индекс доходности англ. Profitability Index, PI) — показатель метода чистой приведённой стоимости, который рассчитывается как отношение суммы дисконтированных денежных потоков к первоначальным инвестициям.

## Определение
Согласно канадскому профессору Энтони Аткинсону индекс рентабельности — разновидность метода чистой приведённой стоимости, который рассчитывается как отношение суммы дисконтированных денежных потоков к дисконтированной стоимости оттоков:
{\displaystyle PI=\sum _{t=1}^{N}{\frac {NCF_{t}}{I}}={\frac {1}{I}}\sum _{t=1}^{N}{\frac {CF_{t}}{(1+i)^{t}}}},
где NCF (net cash flow) — чистые денежные потоки (дисконтированные)
{\displaystyle NCF_{n}={\frac {CF_{n}}{(1+i)^{n}}}} 

{\displaystyle I} — инвестиции.
Если {\displaystyle PI>1}, то проект принимается, если {\displaystyle PI<1}, то проект отвергается, а при {\displaystyle PI=1} проект нейтрален.
При оценке проектов, предусматривающих одинаковый объем первоначальных инвестиций, критерий {\displaystyle PI} полностью согласован с критерием NPV.
Таким образом, критерий РI имеет преимущество при выборе одного проекта из ряда имеющих примерно одинаковые значения NPV, но разные объемы требуемых инвестиций. В данном случае выгоднее тот из них, который обеспечивает большую эффективность вложений. В связи с этим данный показатель позволяет ранжировать проекты при ограниченных инвестиционных ресурсах.